# Owhkan
Owhkan (persiska: اوهکن) är en ort i Iran.   Den ligger i provinsen Hormozgan, i den sydöstra delen av landet, 1 200 km sydost om huvudstaden Teheran. Owhkan ligger 1 349 meter över havet och antalet invånare är 153.
Terrängen runt Owhkan är kuperad åt sydväst, men åt nordost är den platt. Runt Owhkan är det ganska glesbefolkat, med 25 invånare per kvadratkilometer. Närmaste större samhälle är Pātek, 18,2 km söder om Owhkan. Trakten runt Owhkan är ofruktbar med lite eller ingen växtlighet.